# 武田毅
武田 毅（たけだ つよし、1987年1月22日 - ）は、日本の3000m障害選手。大宮東高、順天堂大学を卒業し、スズキとスズキ浜松ACに所属した。
2010年と2011年の日本選手権で優勝し、2013年のアジア選手権で3位となり銅メダルを獲得した。
箱根駅伝では2008年の第84回と2009年の第85回の4区を走った。